# Lotzwil
Lotzwil (Bernduits: Lotzu of Lotzbu) is een gemeente en plaats in het Zwitserse kanton Bern, en maakt deel uit van het district Oberaargau.
Lotzwil telt 2.431 (2008) inwoners.